# Pensionato de Mulheres
Pensionato de Mulheres é um filme brasileiro de 1974, com direção de Clery Cunha.

## Sinopse
Dona Ismênia Silvana Lopes comanda com pulso forte um pensionato de mulheres, em São Paulo… No local, estão hospedadas moças de diversas origens, com diferentes problemas e sonhos… Quando uma delas morre após se submeter a um aborto, todas passam a encarar seus problemas e frustrações de outra forma….

## Elenco[2]
- Magrit Siebert… Clara
- Silvana Lopes… Ismênia
- Liana Duval… Manuela
- Thais Rondon… Geni
- Bentinho… Mané
- Ruthinéa de Moraes… Elza
- Liza Vieira… Lurdinha
- Helena Ramos… Eneida
- Guta… Mirna
- Cláudio Maciel
- Waldir Siebert
- Roberto Homsi
- Cinira Camargo
- Sidney Toscani
- Clery Cunha